# Grodzisko Nowe
Grodzisko Nowe – wieś w Polsce położona w województwie podkarpackim, w powiecie leżajskim, w gminie Grodzisko Dolne. Siedziba parafii Chałupki Dębniańskie. Z miejscowością Chałupki Dębniańskie tworzy jednolity ciąg zabudowań.
W latach 1975–1998 miejscowość administracyjnie należała do województwa rzeszowskiego.
| SIMC    | Nazwa   | Rodzaj    |
| ------- | ------- | --------- |
| 0650519 | Zarowie | część wsi |

Pod koniec XVIII wieku powstało Zarowie jako oddzielny przysiółek Grodziska Dolnego. W I połowie XX wieku w Zarowiu było 33 domy. Z czasem rozrosło się i w 1971 roku przekształciło w odrębną wieś. Na terenie wsi znajduje się dom wiejski.